# Darvish Yū
Darvish Sefat Farid Yū (ダルビッシュ・セファット・ファリード・有 Darubisshu Sefatto Farīdo Yū, born August 16, 1986), hay còn được gọi vắn tắt là Darvish Yū (ダルビッシュ 有), là một tay ném bóng chày người Nhật Bản đang thi đấu cho San Diego Padres của giải Major League Baseball (MLB). Thi đấu đã 13 năm tại MLB, Darvish trước đã đầu quân cho lần lượt Texas Rangers, Los Angeles Dodgers, và Chicago Cubs, và trước đó tại Giải bóng chày chuyên nghiệp Nhật Bản cho CLB Hokkaido Nippon-Ham Fighters. Trong màu áo đội tuyển quốc gia, Darvish đã thi đấu tại Thế vận hội 2008 tại Bắc Kinh và World Baseball Classic vào hai kì 2009 và 2023.
Được đánh giá là một trong những tay ném xuất sắc nhất lịch sử Nippon Professional Baseball trước khi sang chơi tại Major League Baseball năm 2012, In his first MLB season, Darvish về thứ ba trong danh sách đề cử giải Tân binh xuất sắc nhất American League (AL), và về nhì trong cuộc bầu chọn cho Giải Cy Young của AL mùa giải sau đó, với việc dẫn đầu toàn MLB về số strikeout (với 277 lần) và đứng thứ tư AL về tỉ lệ mất điểm (ERA) với 2.83. Tháng 4 năm 2014, Darvish trở thành tay ném chủ công đạt mốc 500-strikeout nhanh nhất (tính trên số hiệp ra sân) trong lịch sử MLB. Anh ra sân trong màu áo Dodgers tại World Series năm 2017, với màn thể hiện tệ hại sau này được biện minh là bởi anh là nạn nhân trong bê bối ăn cắp ám hiệu của Houston Astros. Anh nhận được đề cử dự trận All-Star năm lần, lần gần nhất trong màu áo Padres vào năm 2021. 
Darvish là tay ném người Nhật ghi được nhiều strikeout nhất trong lịch sử MLB, cũng như là người Nhật đầu tiên đạt cột mốc 2,000 strikeout tại giải đấu này.